# Änglagård
Änglagård is een Zweedse progressieverockband. De muziek van de groep wordt tot het subgenre retroprog gerekend.

## Geschiedenis van de band
De groep werd in 1991 door Tord Lindman en Johan Högberg opgericht met het doel de Progressieve Rock uit de jaren zeventig opnieuw te laten opbloeien.
Änglagård maakte tussen 1992 en 1996 twee studio- en drie livealbums. Na het uiteenvallen in 1995 gingen de bandleden hun eigen weg, tot ze zich in 2002 – zonder Tord Lindman – herenigden en opnieuw gingen toeren. In 2003 speelde de band onder andere op NEARfest.
Daarna werd het stil rond de groep, die officieel bleef bestaan, maar geen gezamenlijke activiteiten meer plande.
Zij combineerden analoge geluiden met een modern klassieke benadering van componeren en arrangeren. Zowel het debuut Hybris als de opvolger Epilog uit 1994 werden gekozen als "album van het jaar" in opiniepeilingen onder liefhebbers van progressieve rock.

## Muziek
De band is geïnspireerd door progressieverockgroepen als Genesis, Yes, King Crimson, Trettioåriga Kriget, Van Der Graaf Generator en Schicke Führs Fröhling. Ze gebruiken grotendeels originele instrumenten uit de jaren zeventig, zoals de mellotron, het hammondorgel en de Rickenbackerbasgitaar.
Op deze manier creëren ze een retro georiënteerd geluid, dat compositorisch zelfstandig tot stand komt.
Het typische van Änglagårds is de Zweedse melancholie in hun geluid, die bereikt wordt door samenspel van akoestische gitaar, dwarsfluit en het strijkersgeluid van de mellotron. Terwijl op het debuutalbum nog Zweedse zang van Tord Lindman te horen is, is het tweede album volledig instrumentaal.

## Huidige bandleden
- Anna Holmgren – fluit
- Johan Brand (geboren als Högberg) – basgitaar
- Tord Lindman – gitaar en zang
- Jonas Engdegård – gitaar
- Linus Kåse – keyboards (najaar 2012 – heden)
- Erik Hammarström – drums en percussie (najaar 2012 – heden)

## Ex-bandleden
- Thomas Johnson – keyboards (inclusief mellotron, hammondorgel en Moog)
- Mattias Olsson – drums en percussie

## Discografie
- 1992 – Hybris
- 1993 – Mexico City 1993 (Live)
- 1993 – Live Milwaukee 12/18/93 (Live)
- 1994 – Epilog
- 1996 – Buried Alive (Live)
- 2012 – Viljans Öga
- 2014 - Prog på Svenska – Live in Japan